# Czerneczczyna (rejon sumski)
Czerneczczyna (ukr. Чернеччина) – wieś na Ukrainie, w obwodzie sumskim, w rejonie sumskim, w hromadzie Krasnopilla. W 2001 liczyła 1142 mieszkańców, spośród których 1077 wskazało jako ojczysty język ukraiński, 60 rosyjski, 1 mołdawski, a 4 białoruski.